# Ацо Брајковић
Ацо Брајковић (Ариље, 14. фебруар 1982) српски је правник и судија Вишег суда у Београду. Аутор је књига Квизопедија 1, 2, 3, 4 и 5 са квиз питањима и одговорима из опште културе и информисаности. Био је један од најуспешнијих српских квиз такмичара, учесник многих телевизијских квизова, првак Србије у квизу и учесник више светских првенстава у квизу.

## Биографија
Ацо Брајковић је рођен 14. фебруара 1982. године у Ариљу где је завршио гимназију општег смера. Правни факултет Универзитета у Београду уписао је 2001. године а дипломирао 2005. године. На истом факултету је завршио постдипломске-мастер академске студије 2006/2007. године и стекао звање дипломирани правник-мастер. Правничко искуство стицао је почев од 2005. године, најпре као адвокатски приправник, потом као приправник у Прекршајном суду у Београду и у Другом општинском суду у Београду, а након положеног правосудног испита 2008. године као судијски помоћник и виши судијски помоћник у Првом основном суду у Београду, а од 2012. године као полазник почетне обуке за судије и тужиоце на Правосудној академији.
Одлуком Народне скупштине Републике Србије од 10. марта 2015. године изабран је за судију Првог основног суда у Београду, а одлуком Високог савета судства од децембра 2020. године изабран је за судију Вишег суда у Београду. Један је од ментора на Правосудној академији.
Отац је Миле (2016) и Реље (2021).

## Учешћа у квизовима
- 2002. Квиз „Пикадо“ (Телевизија „Политика“),
- 2003. Квиз „Најслабија карика“ (БК телевизија),
- 2006. Квиз „Питања за шампиона“ (Телевизија Б92),
- 2007. Квиз „Високи напон“ (РТС1),
- 2008. Квиз „Народ против“ (Телевизија Б92),
- 2009. два пута као помоћ пријатеља у квизу „Желите ли да постанете милионер?“ (Телевизија Б92),
- 2010. Квиз „Високи напон“ (РТС1),
- 2012. Квиз „Велики изазов“ (РТС1),
- 2009, 2010, 2011, 2012. и 2013. (Светско првенство у квизу).

На Квиз првенству Србије одржаном 2012. године у Панчеву освојио је прво место.